# Бэк-офис
Бэк-офис — операционно-учётное подразделение, обеспечивающее работу подразделений, участвующих в управлении активами и пассивами организации, осуществляющей деятельность на финансовых рынках. Задачей бэк-офиса является документарное и электронное оформление и сопровождение рыночных сделок, заключаемых дилерами (трейдерами) фронт-офиса, а также аналитических (внутренних) сделок между подразделениями организации в рамках системы перераспределения финансовых ресурсов.
Бэк-офис может располагаться в отдалении от штаб-квартиры компании, там, где стоимость аренды и рабочей силы ниже. В современном мире, функции бэк-офиса могут быть переданы на аутсорсинг другим компаниям.